# Калач-Куртлак
Калач-Куртлак — слобода в Советском районе Ростовской области России, административный центр Калач-Куртлакского сельского поселения.

## История
Хутор Курталацкий основан казаком Аникеем Спиридоновым и находился в 80 верстах от станицы Пятиизбянской. Ныне это хутор Калач-Курталак (бывш. Чернышевской). В 1757 году хутор был куплен Иваном Денисовым у Аникея Спиридонова. В 1795 году владельцами значатся Мария Афанасьева Денисова и Василий Петров Денисов.
В 1859 году во владельческом посёлке Калачёвском (при реке Куртлак) проживало 68 душ мужского и 76 женского пола.
После отмены крепостного права население посёлка начало стремительно расти. Посёлок стал волостным центром Калачёво-Куртлакской волости Второго Донского округа Области Войска Донского. В 1873 году в посёлке Калачёвском имелось 167 дворов, проживали 461 душа мужского и 463 женского пола. Согласно данным первой Всероссийской переписи населения 1897 года в селе Калачёво-Куртлакском проживало 787 душ мужского и 736 женского пола.
К 1915 году село получило статус слободы. Согласно алфавитному списку населенных мест Области войска Донского 1915 года в слободе Калачёво-Кутлакской проживало 873 души мужского и 868 женского пола, имелись волостное и сельское правления, церковь, 2 школы.
В результате Гражданской войны население слободы существенно сократилось. Согласно Всесоюзной переписи населения 1926 года в хуторе Калач-Куртакском Калач-Куртлакского сельсовета Обливского района Шахтинско-Донецкого округа Северо-Кавказского края проживало 1216 человек, из них великороссов — 1211.

## Общая физико-географическая характеристика
Слобода расположена в степи, на востоке Советского района, на границе с Волгоградской областью, на правом берегу реки Куртлак (левый приток Чира), на высоте около 80 метров над уровнем моря. Рельеф местности холмисто-равнинный, склоны долины реки Куртлак пересечены балками и оврагами. В окрестностях имеются курганы. Почвы пойменные слабокислые и нейтральные, выше по склону — тёмно-каштановые солонцеватые и солончаковые.
По автомобильным дорогам расстояние до областного центра города Ростова-на-Дону составляет 410 км, до районного центра станицы Советской — 24 км, до ближайшего города Суровикино Волгоградской области — 120 км.
Климат
Климат умеренный континентальный (согласно классификации климатов Кёппена климат характеризуется как Dfa). Температура воздуха имеет резко выраженный годовой ход. Среднегодовая температура положительная и составляет + 8,0 °С, средняя температура января −7,3 °С, июля +22,9 °С. Расчётная многолетняя норма осадков — 416 мм, наибольшее количество осадков выпадает в июне (46 мм), наименьшее в феврале (24 мм)
Часовой пояс
Калач-Куртлак, как и вся Ростовская область, находится в часовой зоне МСК (московское время). Смещение применяемого времени относительно UTC составляет +3:00.

### Улицы
| - ул. Веселая, - ул. Григорьевская, - ул. Заречная, - ул. Любимая, - ул. Молодёжная, - ул. Набережная, | - ул. Садовая, - ул. Степная, - ул. Трудовая, - ул. Центральная, - ул. Школьная. |

## Население
Динамика численности населения
| 1859 | 1873 | 1897 | 1915 | 1926 |
| ---- | ---- | ---- | ---- | ---- |
| 144  | 924  | 1523 | 1743 | 1216 |

| 2010 |
| ---- |
| 659  |